# Tribologie

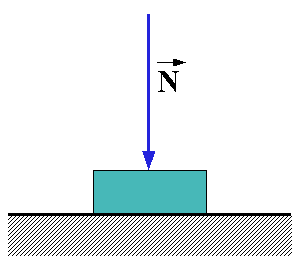
Reprezentare grafică a frecării (forța normală)

Tribologia este știința și ingineria fenomenelor de frecare, lubrifiere și uzură pentru suprafețele care interacționează în mișcare relativă. Este un domeniu interdisciplinar, bazându-se pe multe științe, inclusiv fizică, chimie, știința materialelor, matematică, biologie și inginerie.
Obiectele fundamentale de studiu în tribologie sunt tribosistemele, acestea sisteme fizice care cuprind suprafețe în contact. Subdomeniile includ biotribologia, nanotribologia și tribologia spațială.